# Aspin-en-Lavedan
Aspin-en-Lavedan ist eine französische Gemeinde mit 301 Einwohnern (Stand 1. Januar 2022) im Département Hautes-Pyrénées in der Region Okzitanien (vor 2016: Midi-Pyrénées). Sie gehört zum Arrondissement Argelès-Gazost und zum Kanton Lourdes-1.
Die Einwohner werden Aspinois und Aspinoises genannt.

## Geographie
Aspin-en-Lavedan liegt circa zwei Kilometer südlich von Lourdes in dessen Einzugsbereich (Aire urbaine) in der historischen Provinz Bigorre.
Umgeben wird Aspin-en-Lavedan von den vier Nachbargemeinden:
|       |                                             | Lourdes  |
| Ossen | Kompassrose, die auf Nachbargemeinden zeigt |          |
|       | Viger                                       | Lugagnan |

Aspin-en-Lavedan liegt im Einzugsgebiet des Flusses Adour am linken Ufer des Gave de Pau, einem Nebenfluss des Adour. Der Ruisseau de Lanusse durchquert das Gebiet der Gemeinde und mündet dort in den Gave de Pau.

## Toponymie
Der okzitanische Name der Gemeinde heißt Aspin. Es gibt zwei Theorien über den Ursprung des Namens. Er könnte wie bei der gleichnamigen Gemeinde Aspin-Aure vom französischen aubépine oder von épine (deutsch Weißdorn bzw. Dorn) oder aber vom baskischen und aquitanischen asp (deutsch Felsen) abgeleitet sein, aus dem viele Toponyme in den Pyrenäen hervorgekommen sind. Für die letzte Möglichkeit spricht die Tatsache, dass das Gebiet bereits in früher Zeit bewohnt war und die einfache Siedlung sich auf einem felsigen Hügel befand.
Der Spitznamen der Gemeinde lautet Eths tavinats (deutsch die kleinen Bremsen), der im Übrigen auch auf die anderen Gemeinden des Vallée de Batsurguère zutrifft (Ossen, Ségus, Viger und Omex).
Toponyme und Erwähnungen von Aspin-en-Lavedan waren:
- A-Spi (gegen 1200–1230, Kopialbuch der Grafschaft Bigorre),
- l’Abadie d’Aspi (12. oder 13. Jahrhundert, Kopialbuch der Vicomtes von Lavedan, genannt Livre vert de Bénac),
- De Aspino (1313 und 1342, Steuerliste Debita regi Navarre bzw. Kirchenregister von Tarbes),
- d’Aspi (1379, Prokuration Tarbes),
- D’Aspii (14. Jahrhundert und 1403, Livre vert de Bénac),
- Aspi (1429, Zensus der Grafschaft Bigorre),
- Aspi (1541, ADPA, B 1010),
- Aspin des Angles (1750, Karte von Cassini),
- Aspin (1793 und 1801, Notice Communale bzw. Bulletin des lois),
- Aspin-en-Lavedan (1962).[4][5][6]

## Einwohnerentwicklung
Nach Beginn der Aufzeichnungen stieg die Einwohnerzahl bis zur zweiten Hälfte des 19. Jahrhunderts auf einen Höchststand von 240. In der Folgezeit sank die Größe der Gemeinde bei kurzen Erholungsphasen bis nach dem Zweiten Weltkrieg auf 115, bevor eine Phase mit zeitweise kräftigem Wachstum einsetzte, die bis heute anhält.
| Jahr      | 1962 | 1968 | 1975 | 1982 | 1990 | 1999 | 2006 | 2011 | 2022 |
| --------- | ---- | ---- | ---- | ---- | ---- | ---- | ---- | ---- | ---- |
| Einwohner | 185  | 173  | 227  | 257  | 256  | 223  | 234  | 253  | 301  |

## Sehenswürdigkeiten

### Pfarrkirchede-l’Assomption
Die Mariä Aufnahme in den Himmel geweihte Kirche besitzt außen ein Natursteinmauerwerk. Der romanische Vorgängerbau hat seine Ursprünge möglicherweise aus dem Jahre 672. Er wurde im 18. und 19. Jahrhundert neu gebaut. Von der früheren. einfachen Kirche ist nicht viel übrig geblieben, wäre da nicht ein Christusmonogramm aus dem 12. Jahrhundert, das das Tympanon auf dem Sturz über dem Eingang geziert hatte. Es wurde im Garten des Pfarrhauses bei Arbeiten gefunden, wo es als Trittstufe genutzt worden war, bevor es heute im Kircheninneren ausgestellt zu sehen ist. Eine Besonderheit ist eine Verbindung von Alpha und Omega zum Buchstaben Chi mit einem Pfeil. Das heutige Gebäude wurde im letzten Jahrhundert restauriert. Der Glockenturm besitzt drei bildhauerisch ausgestaltete Kragsteine, eine in Gestalt eines Tiers, ein in Gestalt eines Kopfes. Das Kircheninnere birgt ein steinernes halbrundes Taufbecken aus dem 19. Jahrhundert, dessen besondere Form typisch für die Gegend ist. Aus der gleichen Zeit stammen der Stuhl des Hilfspfarrers und ein Ölgemälde mit Maria und frei Engeln in Höhe der Empore.

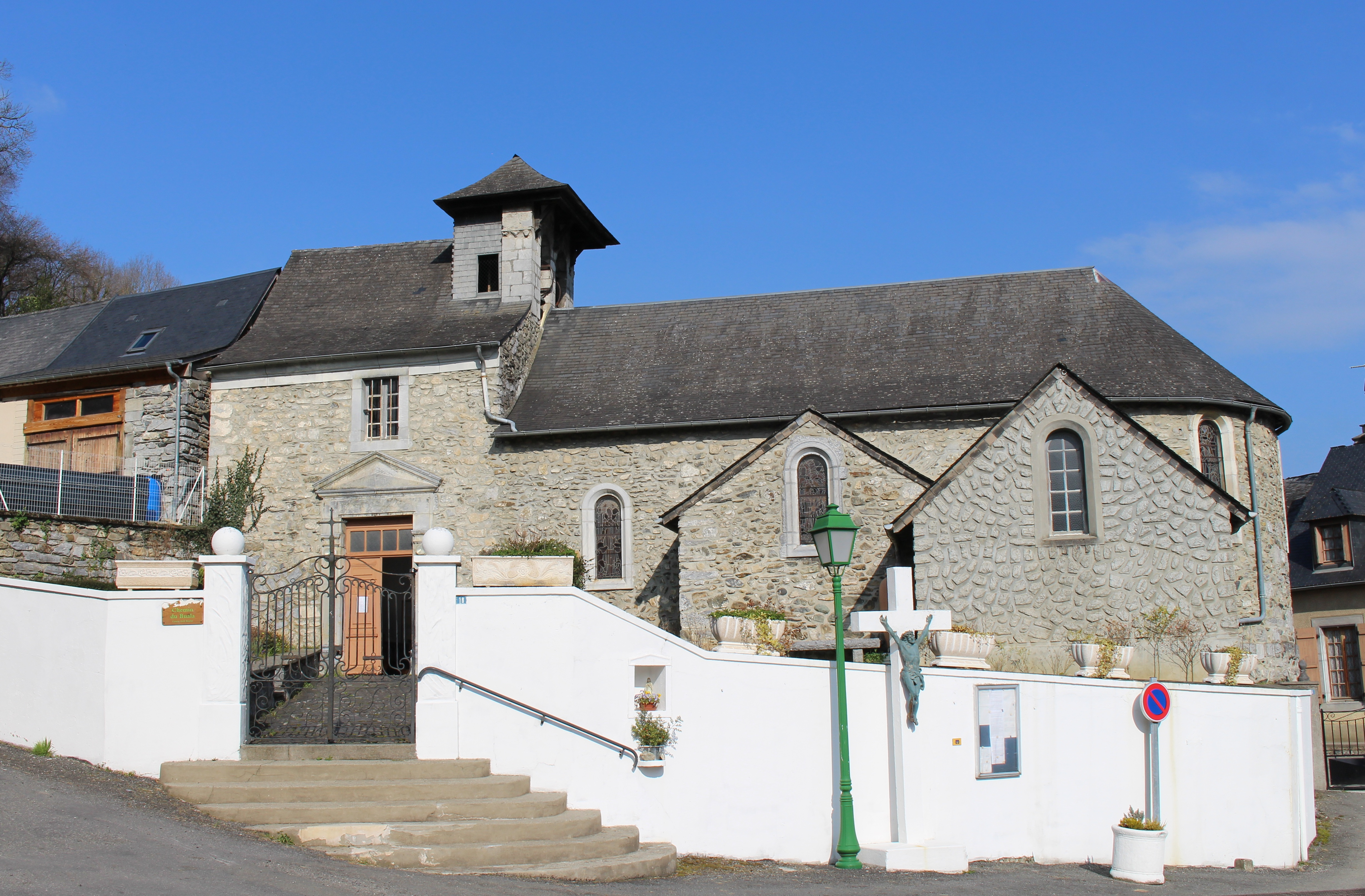
Pfarrkirche de-l’Assomption
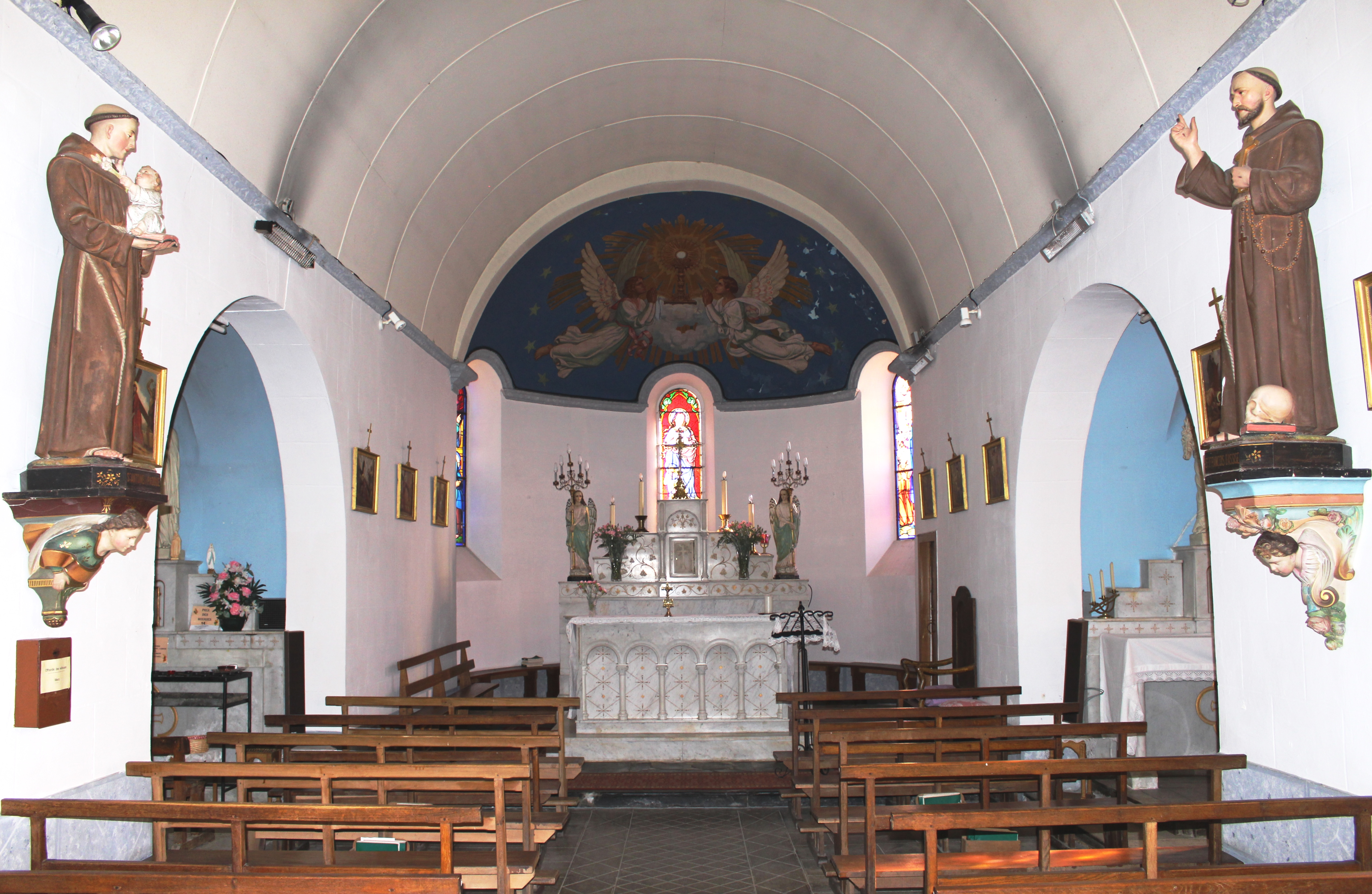
Innenansicht
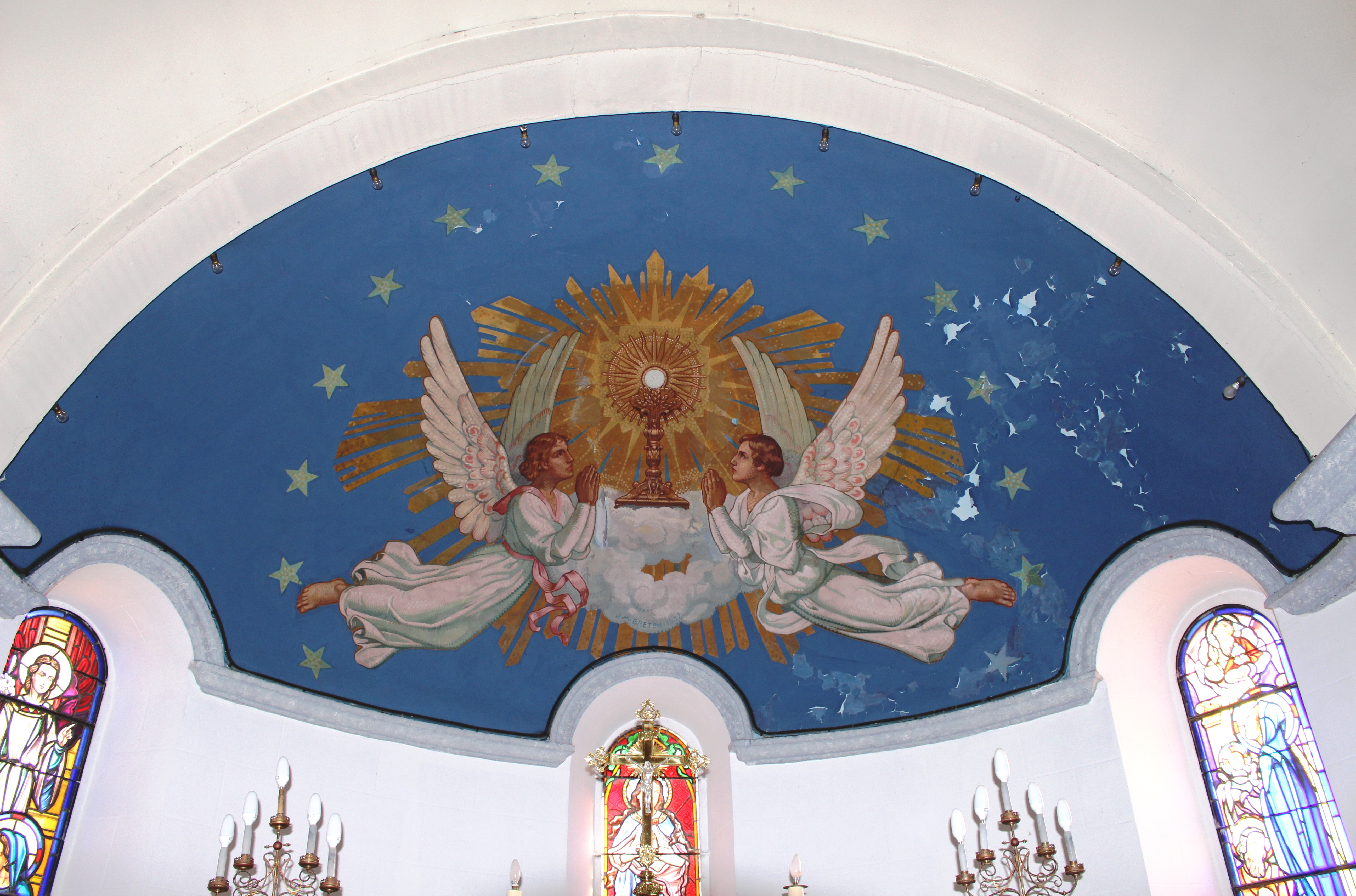
Kuppel über dem Chor

### Ehemalige KapelleSaint-Georges
Nördlich des Zentrums von Aspin zwischen dem Gave und dem Ruisseau de Lanusse gibt es einen Bereich voller Relikte aus alten Zeiten. Hinter den Resten eines ehemaligen Steinbruchs sind Fundamente der ehemaligen Kapelle Yorli oder Yorly (Heiliger Georg). Ihr Ursprung ist nicht vollständig aufgeklärt worden. Es könnte sich um die Christianisierung eines römischen Tempels zur Zeit der Karolinger handeln. Das Gebäude hatte einen Grundriss von 3 m × 7 m mit einem Eingang an der Südseite. Es diente wahrscheinlich als Gotteshaus für die örtlichen Steinbrucharbeiter. Die Anhöhe war seit der Frühgeschichte bewohnt. Diverse Forscher bemerkten eine Schmiede und Spuren eines zugehörigen Wohnhauses aus leichten Materialien wahrscheinlich aus der Eisenzeit. Der Zensus von 1429 erwähnt ein eingezäuntes Grundstück und einen Kalkofen, von dem nur die Fundamente und einige Wände der Kapelle einschließlich des Unterbaus des Altars übrig geblieben sind. In der Nähe ist der obere Teil einer Handmühle aus gallorömischer Zeit sowie Fragmente eines Weihesteins aus Marmor zu Ehren des heiligen Beatus gefunden worden. Die Besiedelung der Anhöhe scheint bis zum 16. Jahrhundert gedauert haben. Auf dem Weg zur Mühle Plagnet auf dem Feld in der Nähe der Brücke über dem Ruisseau de Lanusse entdeckte Jacques Omnès Fragmente von antiken Amphoren und Keramiken. In umliegenden Feldern wurden 2013 von einem unabhängigen Forscher drei keltiberische Silbermünzen und eine Goldmünze aus der Zeit des französischen Königs Karl V. gefunden.

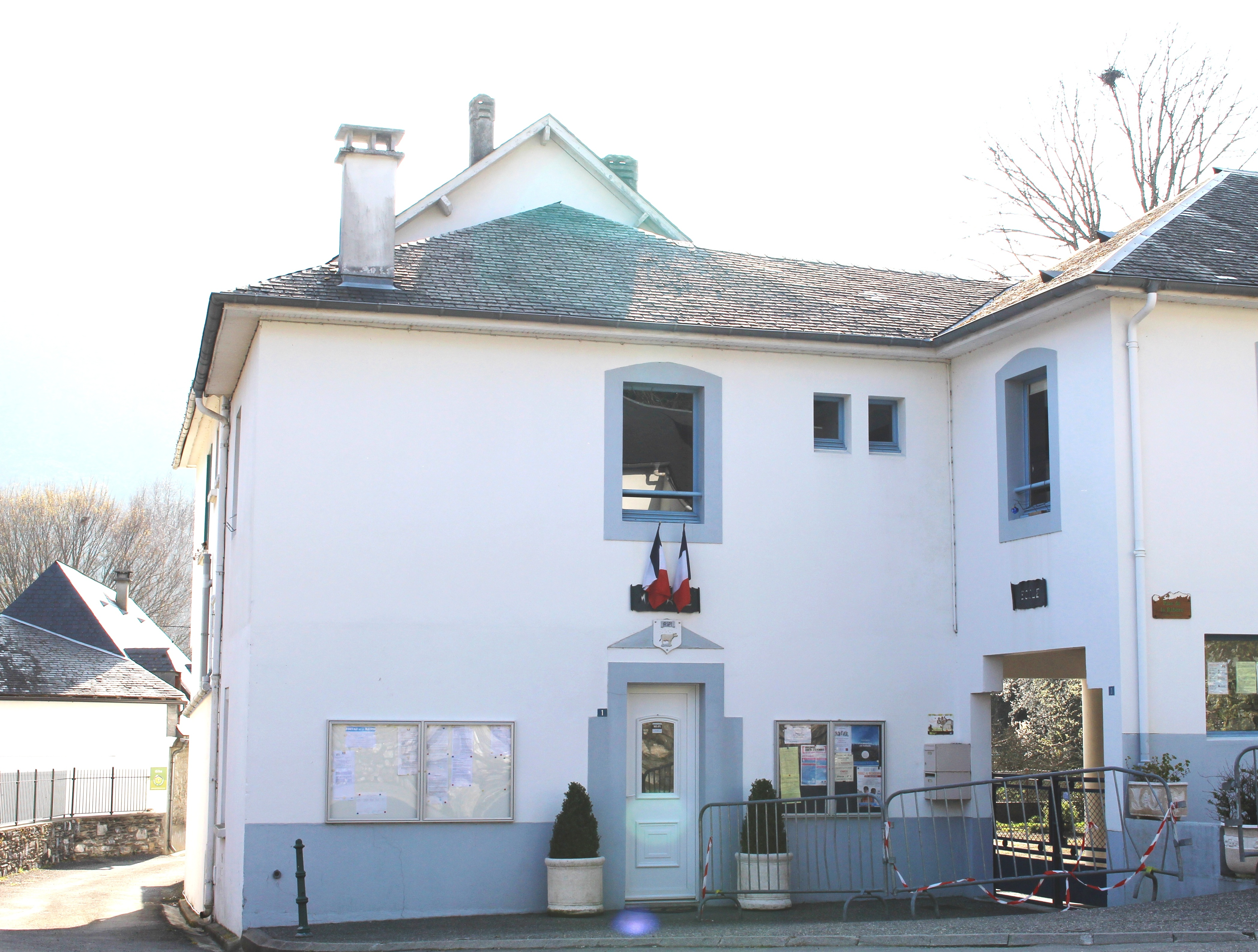
Rathaus (mairie)
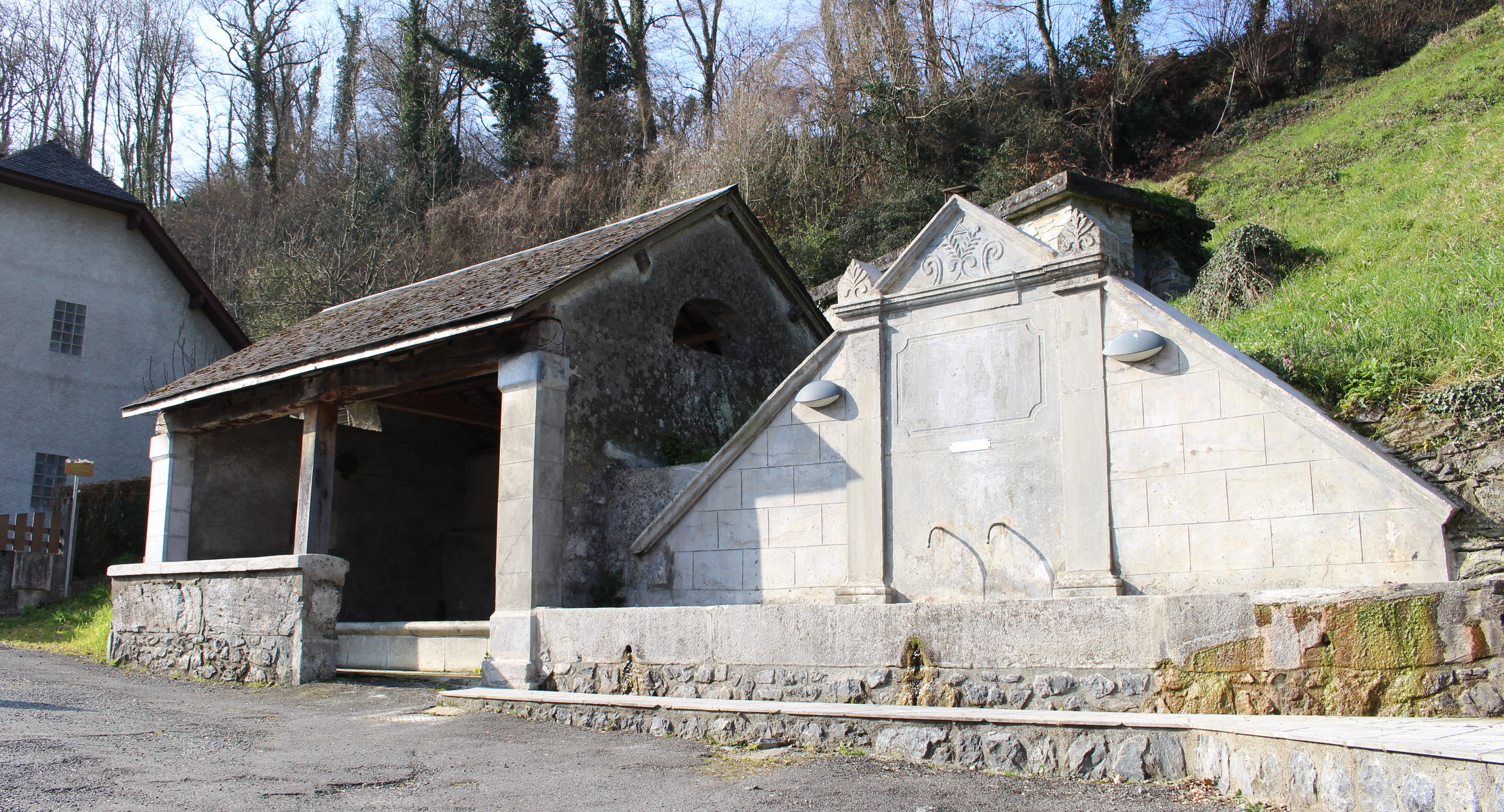
Ehemaliges öffentliches Waschhaus
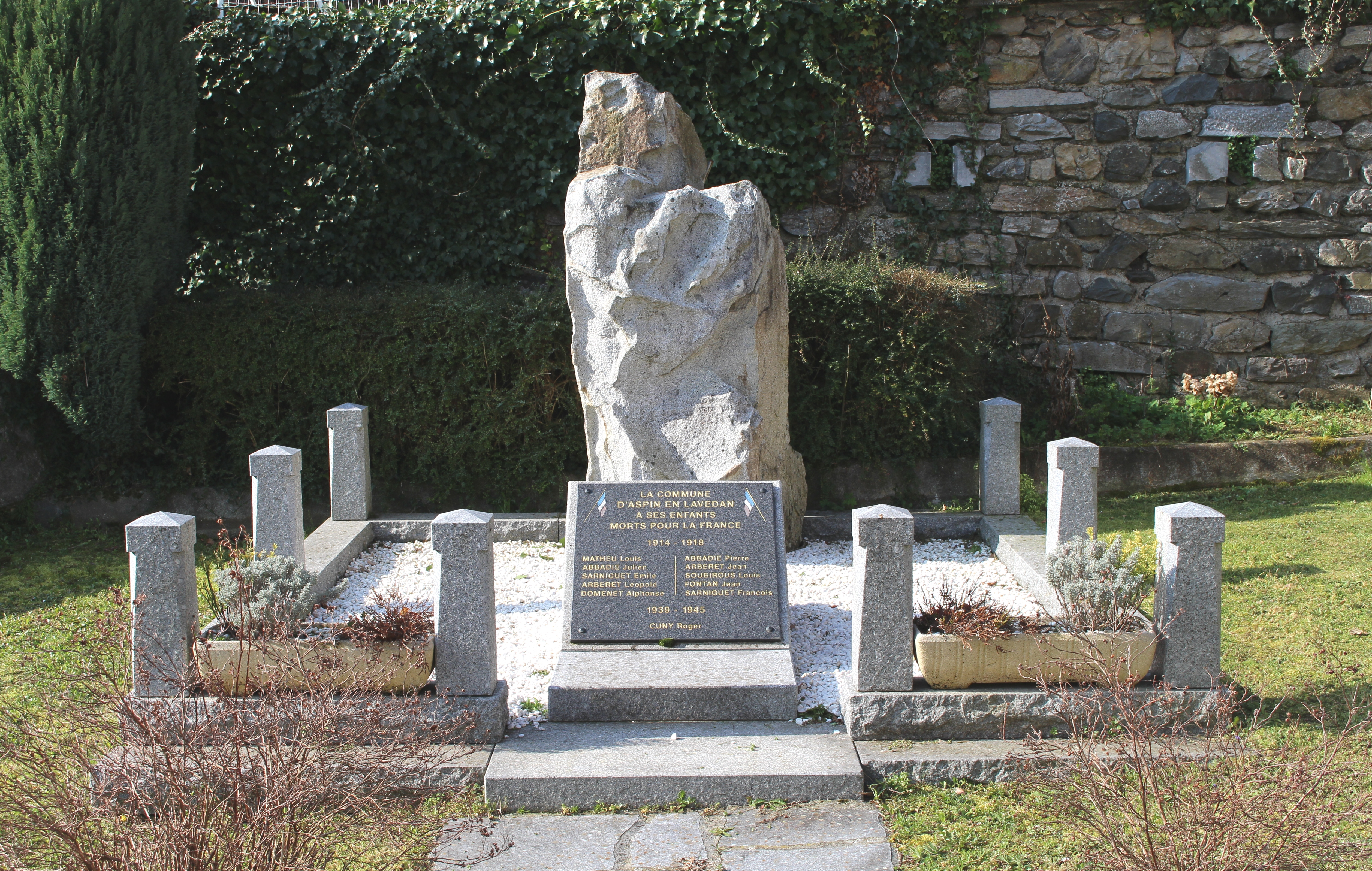
Gefallenendenkmal

## Wirtschaft und Infrastruktur
Aspin-en-Lavedan liegt in den Zonen AOC der Schweinerasse Porc noir de Bigorre und des Schinkens Jambon noir de Bigorre.

### Sport und Freizeit
Der GR 101, ein Fernwanderweg von Maubourguet zum Col de Saucède durchquert das Gebiet der Gemeinde.

### Verkehr
Aspin-en-Lavedan ist erreichbar über die Route départementale 13, die ehemalige Route nationale 21, und 921B. Der Weg von der nahen Stadt Lourdes nach Aspin-en-Lavedan erfordert wegen einer fehlenden Brücke über den Gave de Pau längere Umwege (die viersputoge D 821 hat in Aspin-en-Lavedan keinen Anschluss).